# پیترو آنتونیو لورنتسینی

پرترهٔ لئوپلد موتسارت، ۱۷۶۵، اثرِ لورِنتسینی

پرترهٔ کودکیِ ماریا آنا (نانِرل)، خواهرِ بزرگ‌ترِ موتسارت، ۱۷۶۳، اثرِ لورِنتسینی

پیِترو آنتونیو لورِنتسینی (به ایتالیایی: Pietro Antonio Lorenzoni) (زادهٔ ۱۷۲۱ – درگذشتهٔ ۱۷۸۲) نقاش، پرتره‌نگار، و آهنگساز ایتالیایی بود. گفته می‌شود که او چندین پرتره از ولفگانگ آمادئوس موتسارت، لئوپلد موتسارت (پدرِ موتسارت)، و ماریا آنا موتسارت (خواهرِ موتسارت) کشید.

## زندگی‌نامه
لورِنتسینی در سال ۱۷۲۱ در کلِس، شمال ایتالیا، به دنیا آمد. از زندگی او اطلاعاتِ اندکی در دست است. او در دههٔ ۱۷۴۰، به قصدِ کشیدنِ نقاشیِ موتسارت و خواهرش (نانِرل)، به زالتسبورگ رفت. بعدها، در سال ۱۷۸۰، یوهان نپوموک دلا کروچه، شاگردِ لورِنتسینی، که از حمایتِ او برخوردار بود، پُرترهٔ خانوادهٔ موتسارت را کشید. لورِنتسینی در ۱۷۸۲ در زالتسبورگ درگذشت.